# Veiviržas
Veiviržas je řeka v západní Litvě, v Žemaitsku, v okresech Klaipėda a Šilutė, levý přítok řeky Minije.

Pramení v lese jménem Patyris, 3 km severovýchodně od Endriejava (okres Klaipėda). Protéká jezerem Kapstatas západním směrem, od Antkoptisu do Veiviržėnů směrem jižním a odtud dále až do ústí směrem jihozápadním. Od Veiviržėnů je řečiště klikatější. Ústí do Minije 21 km od jejího ústí, 6 km jižně od města Priekulė. Je to její levý přítok. Průměrný spád je 155 cm/km. Povodí řeky je nesymetrické.

## Přítoky
- Do jezera Kapstatas se vlévá také říčka Dievupis (Hydrologické pořadí: 17010811)

- Levé:

| Hydrologické pořadí | Řeka       | Délka (km) | Povodí (km²) | Vzdálenost od ústí (km) | Ústí kde    | Koordináty ústí                  |
| ------------------- | ---------- | ---------- | ------------ | ----------------------- | ----------- | -------------------------------- |
| 17010812            | Vinkurė    | 2,7        | 7,0          | 65,1                    | Endriejavas | 55°42′16″ s. š., 21°41′38″ v. d. |
| 17010814            | V - 7      | 1,9        | 1,7          | 61,8                    |             |                                  |
| 17010818            | Drobūkštis | 4,9        | 9,8          | 50,6                    |             |                                  |
| 17010819            | Liekna     | 2,6        | 2,2          | 48,9                    |             |                                  |
| 17010821            | Krioklys   | 1,7        | 0,8          | 47,3                    |             |                                  |
| 17010825            | Upita      | 15,8       | 57,8         | 34,2                    |             |                                  |
| 17010838            | Šalpė      | 38,0       | 148,6        | 31,1                    |             |                                  |
| 17010858            | Pintakis   | 2,9        | 3,1          | 28,2                    |             |                                  |
| 17010859            | Senupelis  | 2,9        | 1,4          | 27,6                    |             |                                  |
| 17010861            | Kuisis     | 2,0        | 1,4          | 24,6                    |             |                                  |
| 17010863            | Santakys   | 3,0        | 3,7          | 22,2                    |             |                                  |
| 17010864            | Ašva       | 48,4       | 218,7        | 20,1                    |             |                                  |
| 17010925            | V - 1      | 2,7        | 1,8          | 0,9                     |             |                                  |

+ další dva nevýznamné levé přítoky.
- Pravé:

| Hydrologické pořadí | Řeka      | Délka (km) | Povodí (km²) | Vzdálenost od ústí (km) | Ústí kde | Koordináty ústí |
| ------------------- | --------- | ---------- | ------------ | ----------------------- | -------- | --------------- |
| 17010815            | Dirsteika | 10,8       | 17,3         | 42,1                    |          |                 |
| 17010817            | Juodupis  | 7,8        | 13,5         | 54,9                    |          |                 |
| 17010822            | Kastys    | 2,6        | 3,9          | 46,9                    |          |                 |
| 17010834            | Graužupis | 7,9        | 14,2         | 32,9                    |          |                 |
| 17010862            | Šalteikė  | 3,2        | 5,0          | 22,9                    |          |                 |
| 17010911            | Aisė      | 24,7       | 63,7         | 9,9                     |          |                 |
| 17010923            | V - 2     | 5,6        | 7,1          | 6,6                     |          |                 |